# Copa Petrobras Montevideo 2011
Il Copa Petrobras Montevideo 2011 è stato un torneo professionistico di tennis maschile giocato sulla terra rossa. È stata la 7ª edizione del torneo, facente parte dell'ATP Challenger Tour nell'ambito dell'ATP Challenger Tour 2011. Si è giocato a Montevideo in Uruguay dal 14 al 20 novembre 2011.

## Partecipanti

### Teste di serie
| Nazionalità | Giocatore              | Ranking* | Testa di serie |
| ----------- | ---------------------- | -------- | -------------- |
| Argentina   | Carlos Berlocq         | 65       | 1              |
| Argentina   | Leonardo Mayer         | 81       | 2              |
| Argentina   | Diego Junqueira        | 91       | 3              |
| Brasile     | João Souza             | 101      | 4              |
| Brasile     | Rogério Dutra da Silva | 122      | 5              |
| Argentina   | Máximo González        | 131      | 6              |
| Stati Uniti | Wayne Odesnik          | 132      | 7              |
| Italia      | Alessandro Giannessi   | 136      | 8              |

- 1 Ranking al 7 novembre 2011.

### Altri partecipanti
Giocatori che hanno ricevuto una wild card:
- Martín Cuevas
- Tiago Fernandes
- Diego Hidalgo
- Nicolás Massú

Giocatori che sono passati dalle qualificazioni:
- Alejandro Fabbri
- Renzo Olivo
- Diego Schwartzman
- Agustín Velotti

## Campioni

### Singolare
Carlos Berlocq ha battuto in finale  Máximo González con il punteggio di 6–2, 7–5.

### Doppio
Nikola Ćirić /  Goran Tošić hanno battuto in finale  Marcel Felder /  Diego Schwartzman con il punteggio di 7–6(5), 7–6(4).